# Buck Henry
Buck Henry (Nueva York, 9 de diciembre de 1930-Los Ángeles, 8 de enero de 2020) fue un actor, director de cine y de televisión, escritor y guionista estadounidense.

## Primeros años
Hijo de la actriz de cine mudo Ruth Taylor (1908-1984) y de Paul Stuart Zuckerman (1899-1965), general de la Fuerza Aérea y corredor de bolsa.
Buck Henry asistió a la Escuela Choate (ahora Choate Rosemary Hall) y al Dartmouth College, donde conoció a Bob Rafelson. También trabajó en la revista de humor, Jack-O-Lantern, de Dartmouth. De 1959 a 1962 participó de una broma elaborada por el comediante Alan Abel, en la que pretendía ser G. Clifford Prout, el sobriamente indignado presidente de la Society for Indecency to Naked Animals (‘sociedad para la indecencia de los animales desnudos’), quien se presentaba en programas de entrevistas para hablar sobre sus puntos de vista.

## Carrera en televisión
El seco humor de Buck Henry atrajo la atención de la industria del entretenimiento. Se convirtió en miembro del elenco en programas de televisión como The New Steve Allen Show (1961) y That Was the Week that Was (1964-1965). Con Mel Brooks (1926-) fue cocreador y guionista de la comedia televisiva Get Smart (El superagente 86, entre 1965 y 1970). Dos de sus proyectos para televisión tuvieron vida corta, pero son recordados con cariño por los aficionados: Captain Nice (1967), con William Daniels como un reacio superhéroe, y Quark (1978), con Richard Benjamin al mando de una nave espacial basurero en el espacio exterior.
En 2005 apareció en la serie de televisión Will y Grace. En 2007 hizo dos apariciones en The Daily Show como colaborador. En la comedia televisiva 30 Rock ha aparecido como el padre de Liz Lemon, Dick Lemon, en los episodios «Ludachristmas» (13 de diciembre de 2007) e «Intermission del Señor» (4 de noviembre de 2010). En 2011 apareció en varios episodios de Hot in Cleveland como el novio de Elka.

## Saturday Night Live
Entre 1976 y 1980, Buck Henry fue presentador de Saturday Night Live en vivo diez veces. En esos cuatro años se convirtió en una tradición el que fuera anfitrión de la última función de cada temporada. Buck Henry también presentó el único intento de Saturday Night Live de realizar una transmisión en vivo desde el Mardi Gras en Nueva Orleans. El récord de presentador frecuente de Buck Henry fue roto por Steve Martin cuando este presentó el final de la 14.º temporada, en 1989.

### Personajes recurrentes en «Saturday Night Live»
- Howard, un sádico coordinador de dobles de riesgo.
- Marshall di LaMuca, padre del personaje Todd (representado por Bill Murray) en el sketch de los nerds.
- Tío Roy, un cuidador pedófilo de niños que disfraza como juegos sus intentos de abusar sexualmente de las niñas que está cuidando (interpretados por Gilda Radner y Laraine Newman).
- El Sr. Dantley, el honorable cliente frecuente de las muchas empresas del samurái Futaba (representado por el actor John Belushi).

En el episodio del 30 de octubre de 1976, cuando Buck Henry realizaba el sketch del samurái Futaba, John Belushi blandió su katana e involuntariamente le hizo un corte en la frente. La herida empezó a sangrar a chorros, y durante el resto del programa Buck Henry tuvo que llevar un gran vendaje en la frente. Como broma, cada uno de los demás miembros de Saturday Night Live se cubrieron la frente con una venda.

### Imitaciones de famosos en «Saturday Night Live»
- Charles Lindbergh
- John Dean
- Ron Nessen

## Cine y teatro
Henry ha aparecido en más de 40 películas. Con Warren Beatty codirigió El cielo puede esperar, la remake de 1978 de Here Comes Mr. Jordan, y apareció en la película como un ángel oficioso, retomando el personaje interpretado originalmente por Edward Everett Horton.
Sus numerosos créditos como guionista incluyen Candy, El búho y el minino, ¿Qué me pasa, doctor?, Catch-22, El día del delfín, Protocolo y un sueño. Compartió una nominación al premio Óscar por su guion de El graduado, película en la que hizo un cameo. En 1997, Buck Henry ganó el Distinguished Screenwriter Award (‘premio al guionista distinguido’) en el Festival de Cine de Austin.
Sus créditos en Broadway incluyen el revival de Morning's at Seven (2002). En julio de 2009 protagonizó en un teatro off-Broadway junto a Holland Taylor en Mother, una obra de Lisa Ebersole.

## Fallecimiento
Henry falleció de un infarto de miocardio en el Centro Médico Cedars-Sinaí de Los Ángeles, el 8 de enero de 2020 a la edad de 89 años.

## Filmografía

### Como actor[8]
- 1959: El puente (versión en inglés, doblaje).
- 1961: The New Steve Allen Show (serie de televisión), como Regular
- 1964: The troublemaker, como T. R. Kingston
- 1967: El graduado, como empleado en la habitación del hotel[9]
- 1968: The secret war of Harry Frigg, como Stockade Commandant
- 1968: Candy (película de 1968)Candy, como paciente psiquiátrico
- 1970: Catch-22, como el teniente Korn
- 1970: El búho y la gatita, como el hombre que mira a través de la librería de Doubleday (sin acreditar).
- 1971: Taking off, como Larry Tyne
- 1971: Is there sex after death?, como Dr. Louise Manos
- 1973: El día del delfín, como el hombre fuera del club de damas (sin acreditar).
- 1976: The man who fell to Earth, como Oliver Farnsworth
- 1977: The absent-minded waiter (cortometraje), como Bernie Cates
- 1977: Quark (serie de televisión), como dignatario
- 1978: El cielo puede esperar, como el escolta
- 1979: Old boyfriends, como Art Kopple
- 1980: Gloria, como Jack Dawn
- 1980: First family, como el padre Sandstone
- 1981: Strong medicine
- 1982: Comiéndose a Raúl, como Mr. Leech
- 1984: The new show (serie de televisión), como varios personajes
- 1985: Alfred Hitchcock presenta (serie de televisión), como Walter Lang
- 1987: Aria, como Preston (segment "Rigoletto").
- 1987-1988: Falcon Crest (serie de televisión), como Foster Glenn
- 1989: Murphy Brown (serie de televisión), como Victor Rudman
- 1989: Rude awakening, como Lloyd Stool
- 1989: Trying times (serie de televisión), como el hombre en la televisión
- 1990: Tune in tomorrow..., como el padre Serafim
- 1991: Shakespeare's Plan 12 from outer space, como el sacerdote
- 1991: Defending Your Life, como Dick Stanley
- 1991: The linguini incident, como Cecil
- 1992: The lounge people, como Lewis Louis
- 1992: Keep the change (película de televisión), como Smitty
- 1992: Cuentos de la cripta (serie de televisión), como George
- 1992: Eek! the Cat (serie de televisión), como Cupid
- 1992: Mastergate (película de televisión), como Clay Fielder
- 1993: Ciudad de ángeles, como Gordon Johnson
- 1993: Las mujeres también se ponen tristes, como Dr. Dreyfus
- 1993: Grumpy old men, como Snyder
- 1995: Todo por un sueño, como Mr. H. Finlaysson
- 1995: Harrison Bergeron (película de televisión), como TV producer
- 1997: The real blonde, como Dr. Leuter
- 1998: The man who counted (cortometraje), como George Postlewait
- 1998: 1999, como Mr. Goldman
- 1998: I'm losing you, como Phillip Dagrom
- 1998: Curtain call, como Charles Van Allsburg
- 1999: Breakfast of champions, como Fred T. Barry
- 1999: Dilbert (serie de televisión), como Dadbert
- 2000: Famous, como Buck Henry
- 2001: Ricos, casados e infieles, como Suttler
- 2004: The last shot, como Lonnie Bosco
- 2005: Will & Grace (serie de televisión), como Leonard
- 2007-2010: 30 Rock (serie de televisión), como Dick Lemon
- 2011: Hot in Cleveland (serie de televisión), como Fred
- 2011: A bird of the air, como Duncan Weber
- 2012: On Story (serie de televisión), como Buck Henry
- 2012: La ley y el orden: Unidad de víctimas especiales (serie de televisión), como Mr. Morton
- 2013: Franklin & Bash (serie de televisión), como el juez Henry Dinsdale
- 2013: Streetcar (cortometraje), en posproducción, como sheriff.

### Como guionista
- 1964: The Troublemaker (con Theodore J. Flicker).
- 1967: Captain Nice (película de televisión).
- 1967: The Graduate (con Calder Willingham); también representa un pequeño papel como empleado de un hotel
- 1968: Candy
- 1965-1970: Get smart (serie de televisión; cocreador).
- 1970: The Owl and the Pussycat
- 1970: Catch-22
- 1972: What's Up, Doc? (con Peter Bogdanovich, Robert Benton and David Newman).
- 1973: The Day of the Dolphin
- 1975: Quark (serie de televisión).
- 1978: Heaven Can Wait (codirector).
- 1980: First Family (también director).
- 1980: Gloria
- 1984: The New Show (serie de televisión).
- 1984: Protocol
- 1985: Alfred Hitchcock Presents
- 1989: Trying Times (serie de televisión), director
- 1995: To Die For
- 1996: Great Railway Journeys
- 2001: Town and Country

## Premios y nominaciones
Premios Óscar
| Año  | Categoría            | Película        | Resultado |
| ---- | -------------------- | --------------- | --------- |
| 1968 | Mejor guion adaptado | El graduado     | Nominado  |
| 1979 | Mejor director       | Heaven Can Wait | Nominado  |